# 阿拉巴馬州國會選區

阿拉巴马州国会选区

阿拉巴马州目前被划分为七个国会选区，每个选区由一名美国众议院议员代表。2010年人口普查后，阿拉巴马州的席位数量保持不变。
自1973年美国人口普查后重新划分选区以来，美国阿拉巴马州已有7个国会选区。这比1930年人口普查前10个国会选区的历史高点少了3个选区。

## 当今选区及代表
阿拉巴马州共有6名共和党人和1名民主党人。
| 选区 | 代表                              | 党派   | 任期         | 库克党派投票指数 | 选区地图 |
| ---- | --------------------------------- | ------ | ------------ | ---------------- | -------- |
| 第1  | 杰里·卡尔 （莫比尔 (阿拉巴马州)） | 共和党 | 2021年1月3日 | R+15             |          |
| 第2  | 巴里·摩尔 （恩特普赖斯）          | 共和党 | 2021年1月3日 | R+16             |          |
| 第3  | 迈克·罗杰斯 （安尼斯敦）          | 共和党 | 2003年1月3日 | R+16             |          |
| 第4  | 罗伯特·阿德霍尔特 （黑利维尔 ）   | 共和党 | 1997年1月3日 | R+30             |          |
| 第5  | 莫·布鲁克斯 （亨茨维尔）          | 共和党 | 2011年1月3日 | R+18             |          |
| 第6  | 加里·帕尔默 （胡佛）              | 共和党 | 2015年1月3日 | R+26             |          |
| 第7  | 特丽·塞维尔 （伯明翰）            | 民主党 | 2011年1月3日 | D+20             |          |

## 重划选区
在1990年人口普查后的2002年重新划分选区略微加强了民主党的地位，但并没有造成任何党派的净变化。2002年最大的变化是第三区，它失去了圣克莱尔县，以换取蒙哥马利县的一部分，包括国会大厦周围的区域。结果，该地区的黑人比例上升了7%。然而，这并没有导致该区域共和党议员被赶下台。
阿拉巴马州立法机构负责阿拉巴马州的分配和重新划分选区。成立了一个由22名代表(11名来自阿拉巴马州众议院，11名来自阿拉巴马州参议院)组成的跨党派临时委员会，以制定重新划分选区的计划，并向立法机构提出建议。州长对州立法和国会计划都有否决权。
近代史上所有的重划计划都是由法院下达的，因为立法机关未能制定他们自己的计划。1990年人口普查后通过的重新划分选区的计划最初是由共和党人提出的，并由联邦法院下令实施。该计划将黑人居民从民主党一直竞争激烈的第二和第六区迁出。
第六和第七选区被一些组织认为是在搞杰利蝾螈。
联邦初审法院驳回了一项有关州众议院选区的不公正划分选区的种族指控，美国最高法院撤销了这一指控，并将其发回原处。五位大法官多数派认为“有强有力的，也许是压倒性的证据表明，种族确实是一个主要因素”。由于初审法院错误地在州一级寻找种族不公正划分选区的问题，最高法院命令初审法院转而对每个地区单独进行调查。

## 国会代表团史

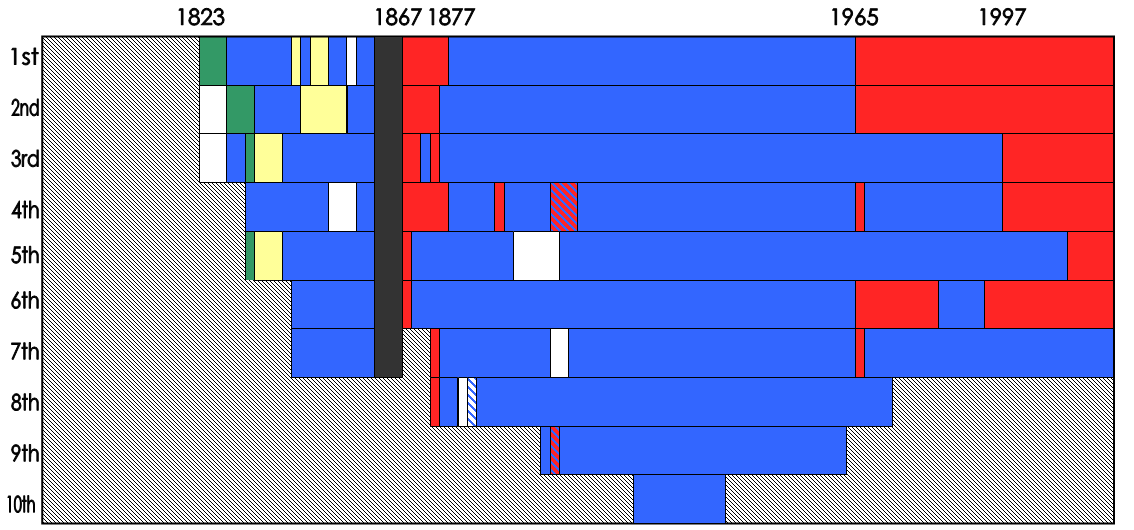
阿拉巴马州众议院代表团的图解史

阿拉巴马州在其模式上是大多数南部州的典型，尽管有一些有趣的偏差。1819年加入联邦，1823年第一次在美国国会任命成员。阿拉巴马州不断增长的人口加上美国众议院的扩大意味着，到内战爆发时，阿拉巴马州已经拥有7个席位，而这7个席位之前都是由民主党或民主党共和党人控制的。
内战结束后，阿拉巴马州接受重建，并在一段时间内处于有效的军事控制之下。在这个时代，自由人被赋予了选举权，共和党联邦政府任命共和党候选人担任参议员、国会议员和州长。阿拉巴马州也不例外。然而，到1874年，民主党已经在阿拉巴马州重新建立了自己的地位，一系列的重新划分选区和随后的惩罚性种族法确保了1877年之后没有共和党人继续担任国会议员。
一直到1965年，南方民主党人在阿拉巴马州一直保持着稳定的统治地位。在接下来的30年里，共和党和民主党在国会共同代表阿拉巴马州。
到1997年，共和党已经控制了阿拉巴马州的国会。

## 历史和现在的选区边界
阿拉巴马州美国国会选区边界地图表，按时间顺序列出。图片展示了1973年至2013年间发生在阿拉巴马州的所有选区重划事件。
| 年份       | 全州地图 | 伯明翰地区 |
| ---------- | -------- | ---------- |
| 1973–1982  |          |            |
| 1983–1992  |          |            |
| 1993–2002  |          |            |
| 2003–2013  |          |            |
| 2013年至今 |          |            |